# مختار اندیای
مختار اندیای (انگلیسی: Makhtar N'Diaye؛ زادهٔ ۳۱ دسامبر ۱۹۸۱) یک بازیکن فوتبال اهل سنگال است.
وی همچنین در تیم ملی فوتبال سنگال بازی کرده‌است.